# Semaeopus preptocycla
Semaeopus preptocycla är en fjärilsart som beskrevs av Louis Beethoven Prout 1918. Semaeopus preptocycla ingår i släktet Semaeopus och familjen mätare. Inga underarter finns listade i Catalogue of Life.